# Яруу
Яруу (монг. Яруу) — сомон аймака Завхан в западной части Монголии. Численность населения по данным 2010 года составила 1 576 человек.
Центр сомона — посёлок Чандмань, расположенный в 56 километрах от административного центра аймака — города Улиастай и в 1040 километрах от столицы страны — Улан-Батора.

## География
Сомон расположен в западной части Монголии. Граничит с соседними сомонами Алдархаан, Дурвелжин, Идэр, Нумрег, Тудэвтэй, Тэлмэн и Эрдэнэхайрхан. На территории Яруу располагаются горы Хух чулуутын хяр, Ханжаргал, Чандмань, Асгат, Ундур Мандал, Зуйл, Дахт.
Из полезных ископаемых в сомоне встречаются железная и медная руда, химическое и строительное сырьё.

## Климат
Климат резко континентальный. Средняя температура января -19-26 градусов, июля +15-23 градусов. Ежегодная норма осадков составляет 350 мм.

## Фауна
Животный мир Яруу представлен лисами, волками, косулями, аргалями, дикими козами, зайцами, тарбаганами.

## Инфраструктура
В сомоне есть школа, больница.